# George Moscone
George Moscone   (San Francisco, 24 de novembre de 1929 - San Francisco, 27 de novembre de 1978) va ser un polític nord-americà del Partit Demòcrata, alcalde de San Francisco des de 1976 fins al seu assassinat el 1978. Se'l presentava com l'"alcalde del poble" perquè els seus nomenaments pretenien reflectir la diversitat de la ciutat, amb afroamericans, americans d'origen asiàtic i gais. Anteriorment havia estat membre del Senat de Califòrnia.